# Pagan Altar
Pagan Altar – angielski zespół muzyczny wykonujący doom metal.

## Życiorys
Pagan Altar został założony w 1978 roku przez Alana i Terry’ego Jonesów. Wraz z Witchfinder General są jednym z kilku zespołów Nowej Fali Brytyjskiego Heavy Metalu grających doom metal. Koncerty zespołu charakteryzuje nastrojowość, epickość połączona z ciężkimi brzmieniami oraz efektami scenicznymi podkreślającymi zainteresowanie tematami okultystycznymi.
Jedyne wydawnictwo Pagan Altar z czasów Nowej Fali była niezależnie, samodzielnie wydana w 1982 roku kaseta demo o tej samej nazwie(została zbootlegowana w późniejszych latach). Materiał został ponownie wydany oficjalnie przez Oracle Records w 1998, jako Volume 1 wraz z dodatkowym utworem „Acoustics”.
Grupa po zmianie składu w 2004 roku ponownie nagrała wcześniej nie wydane utwory, które zostały napisane w pierwotnym składzie. Rezultatem tego był album Lords of Hypocrisy, który spotkał się z pozytywnym przyjęciem fanów. W 2006 roku zespół wydał trzeci pełnowymiarowy album, zatytułowany Mythical and Magical.
W 2008 roku, Pagan Altar był jedną z gwiazd Metal Brew Festival w Mill Hill, obok zespołu Cloven Hoof. Oba zespoły zagrały również na czwartej edycji British Steel Festival w klubie Camden Underworld w 2009 roku. Pagan Altar powrócił jako gwiazda piątej edycji British Steel Festival w kwietniu oraz Live Evil Festival w październiku 2011.
W 2012 Roku, Pagan Altar rozpoczął prace nad kolejnym albumem Never Quite Dead w specjalnie wybudowanym studio nagraniowym w ogrodzie za domem wokalisty Terry’ego Jonesa. Skład zespołu na 2013 rok uzupełniają Dean Alexander na perkusji i William „WillyG” Gallagher na gitarze basowej.
15 maja 2015 roku wokalista Terry Jones zmarł na raka. Zespół dokończył nagrywanie nadchodzącego albumu, który był w już fazie masteringu. W 2017 roku Alan Jones ogłosił, że zamierza częściowo ponownie nagrać nadchodzący album zespołu, ponieważ on i nieżyjący już Terry Jones byli zadowoleni z efektu.

## Skład zespołu
- Terry Jones – śpiew
- Alan Jones – gitara elektryczna
- Dean Alexander – perkusja
- William „WillyG” Gallagher – gitara basowa

## Dyskografia

### Albumy
- Volume 1 CD (1998)
- Lords of Hypocrisy CD (2004)
- Mythical and Magical CD (2006)
- The Room of Shadows CD (2017)

### EP
- The Time Lord (2004, reedycja specjalna w 2012)

### Single
- Pagan Altar – Walking in the Dark/Jex Thoth – Stone Evil (Singiel Kompilacja, 2007)
- Pagan Altar – The Picture of Dorian Gray|Portrait of Dorian Gray/Mirror of Deception – Beltaine’s Joy (Imperial Anthems/Singiel Kompilacja, 2011)
- Walking in the Dark/Narcissus (2013)

### Dema
- Pagan Altar (1982)